# Melbourne Indoor 1982
Il Melbourne Indoor 1982 è stato un torneo di tennis giocato sintetico indoor. È stata la 3ª edizione del Melbourne Indoor, che fa parte del Volvo Grand Prix 1982. Si è giocato a Melbourne in Australia dal 4 al 10 ottobre 1982.

## Campioni

### Singolare maschile
Vitas Gerulaitis ha battuto in finale  Eliot Teltscher con il punteggio di 2–6, 6–2, 6–2

### Doppio maschile
Francisco González /  Matt Mitchell hanno battuto in finale  Syd Ball /  Rod Frawley con il punteggio di 7–6, 7–6